# 302-й истребительный авиационный полк
302-й истребительный авиационный полк (302-й иап) — воинская часть Военно-воздушных сил (ВВС) Вооружённых Сил СССР, принимавшая участие в боевых действиях Великой Отечественной войны и Советско-японской войне, вошедшая в состав ВВС России.

## Наименования полка
За весь период своего существования полк несколько раз менял своё наименование:
- 302-й истребительный авиационный полк;
- 302-й истребительный авиационный полк ПВО;
- 302-й истребительный авиационный полк;
- 302-й авиационный полк истребителей-бомбардировщиков;
- 302-й бомбардировочный авиационный полк;
- 6988-я авиационная база;
- Войсковая часть 78610.

## Создание полка
302-й истребительный авиационный полк начал формироваться в декабре 1940 года в ВВС 2-й Краснознамённой армии Дальневосточного фронта на основе 3-й эскадрильи 76-го штурмового авиаполка (13 И-16) на самолётах И-16 со включением в состав вновь формируемой 69-й смешанной авиационной дивизии ВВС 15-й армии ДВФ
| И-15 бис | И-153 | И-16 |

## Переформирование и расформирование полка
- 302-й истребительный авиационный полк в 1957 году был передан в состав войск ПВО страны и получил наименование 302-й истребительный авиационный полк ПВО;
- 302-й истребительный авиационный полк ПВО в мае 1980 года был передан вместе с другими полками из 8-го корпуса ПВО в состав 1-й воздушной армии и вошли во вновь созданную 28-ю истребительную авиационную дивизию. Получил наименование 302-й истребительный авиационный полк;
- 302-й истребительный авиационный полк в декабре 1981 года был передан в состав истребительно-бомбардировочной авиации, переучен на самолёты Су-17М4 и вошёл в состав 33-й авиационной дивизии истребителей-бомбардировщиков 1-й воздушной армии. Получил наименование 302-й авиационный полк истребителей-бомбардировщиков;
- В 1990 году после расформирования 33-й авиационной дивизии истребителей-бомбардировщиков и переучивания на новый самолёт Су-24 полк получил наименование 302-й бомбардировочный авиационный полк и вошёл в состав 83-й бомбардировочной авиационной дивизии 1-й воздушной армии;
- 302-й бомбардировочный авиационный полк в сентябре 2009 году в ходе реорганизации Вооружённых сил был расформирован на аэродроме Переяславка, а личный состав и техника вошли в состав сформированной на базе полка 6988-й авиационной базы.

## В действующей армии
В составе действующей армии:

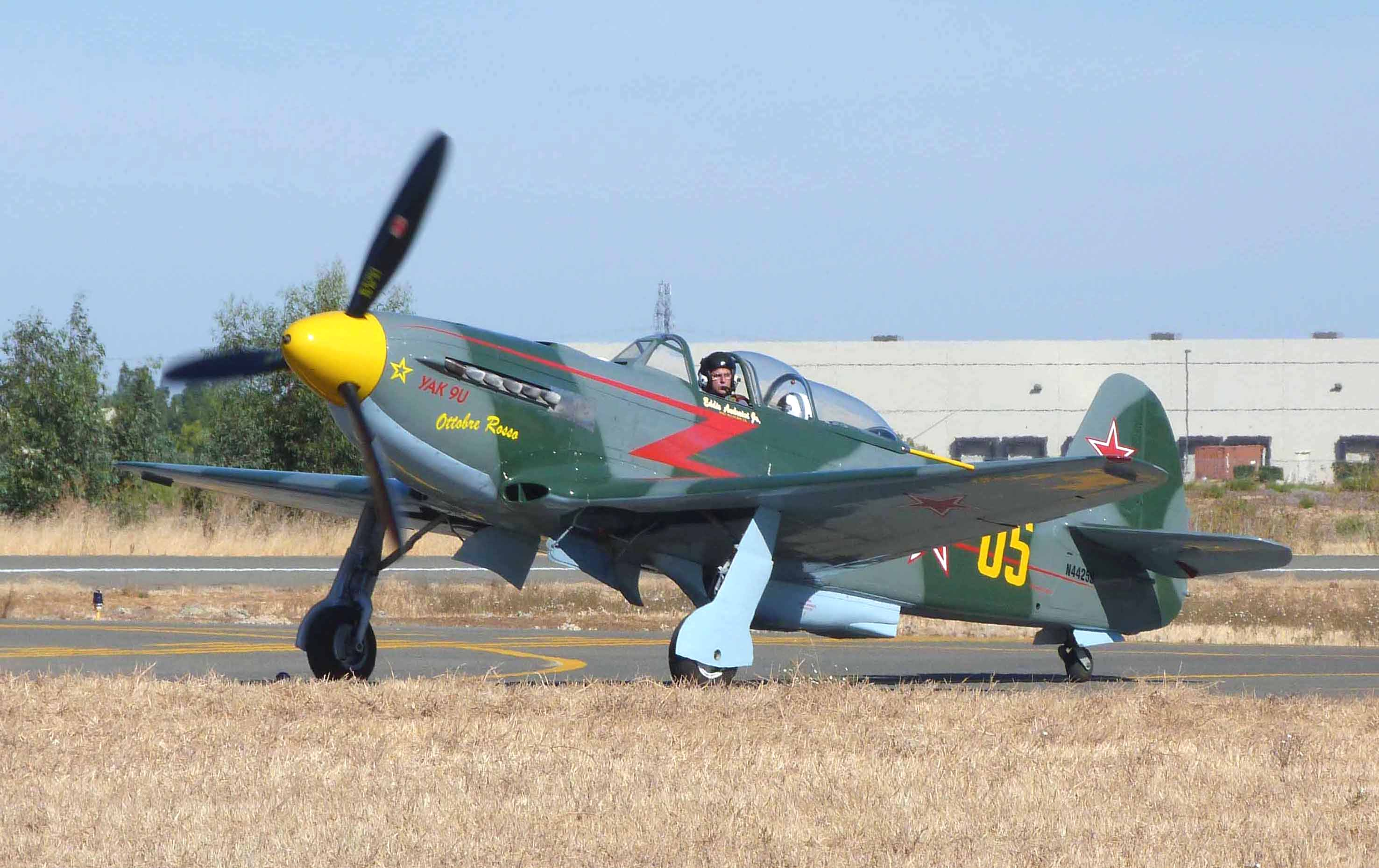
Як-9

- с 9 августа 1945 года по 3 сентября 1945 года.

## Командиры полка
- майор Иванов Вячеслав Артемьевич[3], 08.1943 — 31.12.1945.

## В составе соединений и объединений
| Период        | Фронт (округ)                       | армия (корпус)                         | дивизия                                                | примечание                                                 |
| ------------- | ----------------------------------- | -------------------------------------- | ------------------------------------------------------ | ---------------------------------------------------------- |
| 14.12.1940 г. | Дальневосточный фронт               | ВВС 15-й армии                         | 69-я смешанная авиационная дивизия                     | И-16                                                       |
| 05.01.1941 г. | Дальневосточный фронт               | ВВС 15-й армии                         | 69-я смешанная авиационная дивизия                     | Получил 12 истребителей И-15бис                            |
| 01.02.1941 г. | Дальневосточный фронт               | ВВС 15-й армии                         | 69-я смешанная авиационная дивизия                     | Формирование в основном завершено                          |
| 01.09.1941 г. | Дальневосточный фронт               | ВВС 15-й армии                         | 69-я смешанная авиационная дивизия                     | Переформирован по штату 015/134                            |
| 15.03.1942 г. | Дальневосточный фронт               | ВВС 15-й армии                         |                                                        | Перешёл в непосредственное подчинение штаба ВВС 15-й армии |
| 28.07.1942 г. | Дальневосточный фронт               | ВВС фронта                             | 253-я штурмовая авиационная дивизия                    | И-16, И-15бис                                              |
| 15.08.1942 г. | Дальневосточный фронт               | 10-я воздушная армия                   | 253-я штурмовая авиационная дивизия                    | И-16, И-15бис                                              |
| 01.12.1942 г. | Дальневосточный фронт               | 10-я воздушная армия                   | 253-я штурмовая авиационная дивизия                    | Переформирован по штату 015/284                            |
| 19.12.1944 г. | Дальневосточный фронт               | 10-я воздушная армия                   | 254-я истребительная авиационная дивизия               |                                                            |
| 01.01.1945 г. | Дальневосточный фронт               | 10-я воздушная армия                   | 254-я истребительная авиационная дивизия               | Перевооружён на истребители Як-9                           |
| 01.05.1945 г. | Дальневосточный фронт               | 10-я воздушная армия                   | 254-я истребительная авиационная дивизия               | Переформирован по штату 015/364, Як-9                      |
| 05.08.1945 г. | 2-й Дальневосточный фронт           | 10-я воздушная армия                   | 254-я истребительная авиационная дивизия               | Як-9                                                       |
| 09.08.1945 г. | 2-й Дальневосточный фронт           | 10-я воздушная армия                   | 254-я истребительная авиационная дивизия               | вступил в боевые действия на Як-9                          |
| 03.09.1945 г. | 2-й Дальневосточный фронт           | 10-я воздушная армия                   | 254-я истребительная авиационная дивизия               | окончил боевые действия на Як-9                            |
| 29.09.1945 г. | Забайкальско-Амурский военный округ | 12-я воздушная армия                   | 254-я истребительная авиационная дивизия               | Гаровка, Як-9                                              |
| 20.02.1949 г. | Забайкальский военный округ         | 54-я воздушная армия                   | 254-я истребительная авиационная дивизия               | Як-9Д                                                      |
| 10.10.1952 г. | Дальневосточная армия ПВО           | 50-й истребительный авиационный корпус |                                                        | МиГ-15                                                     |
| 01.01.1957 г. | Дальневосточная армия ПВО           |                                        | 254-я истребительная авиационная дивизия ПВО           | МиГ-17                                                     |
| 24.03.1960 г. | ПВО страны                          | 11-я отдельная армия ПВО               | Амурская дивизия ПВО                                   | МиГ-17                                                     |
| 01.04.1960 г. | ПВО страны                          | 11-я отдельная армия ПВО               | 8-й корпус ПВО                                         | МиГ-17                                                     |
| 01.02.1970 г. | ПВО страны                          | 11-я отдельная армия ПВО               | 8-й корпус ПВО                                         | Су-15                                                      |
| 01.04.1980 г. | Дальневосточный военный округ       | 1-я воздушная армия                    | 28-я истребительная авиационная дивизия                | Су-15                                                      |
| 01.05.1980 г. | Дальневосточный военный округ       | ВВС Дальневосточного военного округа   | 28-я истребительная авиационная дивизия                | Су-15                                                      |
| 01.12.1981 г. | Дальневосточный военный округ       | ВВС Дальневосточного военного округа   | 33-я авиационная дивизия истребителей-бомбардировщиков | Су-17М4                                                    |
| 01.05.1988 г. | Дальневосточный военный округ       | 1-я воздушная армия                    | 33-я авиационная дивизия истребителей-бомбардировщиков | Су-17М4                                                    |
| 01.09.1989 г. | Дальневосточный военный округ       | 1-я воздушная армия                    |                                                        | Су-17М4                                                    |
| 01.09.1990 г. | Дальневосточный военный округ       | 1-я воздушная армия                    | 83-я бомбардировочная авиационная дивизия              | Су-24М                                                     |
| 01.05.1998 г. | Дальневосточный военный округ       | 11-я армия ВВС и ПВО                   | 83-я бомбардировочная авиационная дивизия              | Су-24М                                                     |
| 01.01.2001 г. | Дальневосточный военный округ       | 11-я армия ВВС и ПВО                   |                                                        | Су-24М                                                     |
| 01.12.2009 г. | Дальневосточный военный округ       | 11-я армия ВВС и ПВО                   |                                                        | Су-24М                                                     |

| МиГ-17 | МиГ-15 | МиГ-17 |

## Участие в операциях и битвах
- Советско-японская война:
  - Сунгарийская наступательная операция — с 9 августа 1945 года по 2 сентября 1945 года.
  - Маньчжурская операция — с 9 августа 1945 года по 2 сентября 1945 года.
  - Южно-Сахалинская операция — с 11 августа 1945 года по 25 августа 1945 года.
  - Курильская десантная операция — с 18 августа 1945 года по 1 сентября 1945 года.
- ПВО Китая (1952 год)
  - Боевые действия в Афганистане — 17 ноября 1988 года по 15 февраля 1989 года с аэродрома Кокайды

## Благодарности Верховного Главнокомандующего
За проявленные образцы мужества и героизма Верховным Главнокомандующим лётчикам полка в составе 254-й иад объявлены благодарности:
- За отличные боевые действия в боях с японцами на Дальнем Востоке[4]

## Итоги боевой деятельности полка
Всего за годы Советско-японской войны полком:
| Выполнено боевых вылетов | Сбито самолётов в воздухе/Уничтожено самолётов всего    |
| ------------------------ | ------------------------------------------------------- |
| 149                      | Встреч с самолётами противника и воздушных боев не было |

Свои потери:
| Потеряно самолётов, всего | Погибло лётчиков всего |
| ------------------------- | ---------------------- |
| 1                         | 1                      |

## Самолёты на вооружении
| Период      | Самолёты       |
| ----------- | -------------- |
| 1940 — 1943 | И-15бис        |
| 1940 — 1945 | И-16           |
| 1945 — 1951 | Як-9           |
| 1950 — 1951 | P-63 Kingcobra |
| 1951 — 1955 | МиГ-15         |
| 1955 — 1970 | МиГ-17         |
| 1959 — 1970 | МиГ-19         |
| 1970 — 1982 | Су-15, Су-15ТМ |
| 1982 — 1990 | Су-17М4        |
| 1990 — 2009 | Су-24          |

| Су-15 | Су-17М | Су-24 |

## Базирование
| Период            | Аэродром                               |
| ----------------- | -------------------------------------- |
| 11.1945 — 1946    | Хабаровск, Хабаровский край            |
| 1946 — 06.1948    | Куйбышев-Восточный, Хабаровский край   |
| 06.1948 — 10.1952 | Бабстово, Еврейская автономная область |
| 10.1952 — 11.1958 | Хабаровск, Хабаровский край            |
| 11.1958 — 2009    | Переяславка, Хабаровский край          |